# Boccabella
La famiglia Boccabella o Boccabelli, Bucabella, Buccabella, Buccabelli, de Buccabellis, era una antica famiglia romana appartenente al patriziato municipale, le cui prime notizie risalgono almeno al XII secolo con un Pietro che ricoprì insieme ad altri la carica del senatorato di Roma. Dopo di lui altri membri della famiglia ricoprirono ripetutamente la carica di Conservatore di Roma e di Caporione.

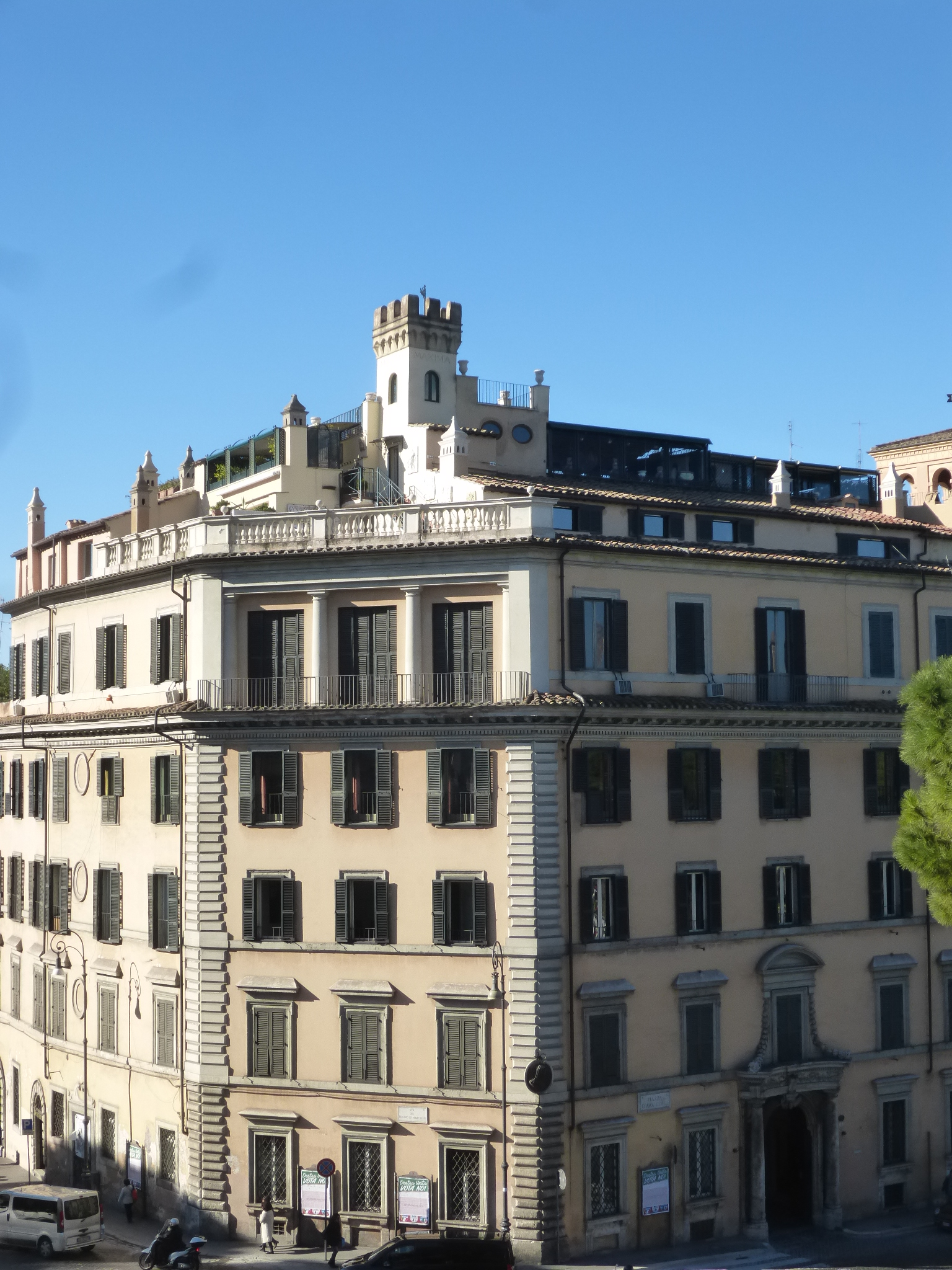
Palazzo Massimo di Rignano già Boccabelli

Originaria del rione Campitelli, fecero costruire il loro palazzo ai piedi della scalinata dell’Aracoeli sin dal XV secolo, sul luogo dove con ogni probabilità già sorgevano loro precedenti dimore. Altri rami vivevano nei rioni Ripa, Trevi, Parione, Sant’Angelo e Sant’Eustachio.  Alla famiglia appartenne il letterato Paolo Emilio.
Furono i fondatori intorno all’XI secolo della chiesa di San Biagio de Mercato edificata adiacente alla scalinata dell’Aracoeli, possedettero tra gli altri immobili parte della tenuta della Torre di S. Tommaso in Formis e di Tor Pagnotta fuori Porta San Paolo.
La famiglia si estinse nel XVII secolo.

## Blasone
D'argento, a due leoni addossati di rosso, passanti in croce di S. Andrea, quello a sinistra attraversante su quello a destra.